# Norbert Trelle
Norbert Trelle (ur. 5 września 1942 w Kassel) – niemiecki duchowny katolicki, biskup Hildesheim w latach 2006-2017.

## Życiorys

### Prezbiterat
Święcenia kapłańskie otrzymał 2 lutego 1968 z rąk kardynała Josepha Fringsa. Inkardynowany do archidiecezji kolońskiej, pracował duszpastersko w Heiligenhaus i Ratingen, był także dziekanem dekanatu Wuppertal.

### Episkopat
25 marca 1992 został mianowany biskupem pomocniczym archidiecezji kolońskiej, ze stolicą tytularną Egnatia. Sakry biskupiej udzielił mu kard. Joachim Meisner.
29 listopada 2005 Benedykt XVI mianował go biskupem diecezji Hildesheim. Ingres odbył się 11 lutego 2006.
9 września 2017 papież przyjął jego rezygnację z pełnionego urzędu złożoną ze względu na wiek.